# 億萬風雲
《億萬風雲》（英語：Billions）是一部由布萊恩·考波曼、大衛・李維恩及安德魯·羅斯·索爾金共同開創的美国電視劇，于2016年1月17日起在有線電視Showtime首播。至今已播出五季60集。
一些情节反映了联邦当局在现实生活中对金融犯罪的起诉。该系列的灵感来自2009年至2017年纽约南区的美国检察官Preet Bharara进行的调查，罗德斯就是以他为原型。

## 劇情
纽约南区的美国检察官查克·罗德斯捕猎对冲基金之王、911事件幸存者鲍比·阿克塞尔罗德。一场碰撞，每个人都在用他们所有的聪明才智和影响力来压倒对方。